# Humajra
Humajra (arab. حميرة) – miejscowość w Syrii, w muhafazie Aleppo. W 2004 roku liczyła 2168 mieszkańców.